# Itsumademo Suki de Itakute
 (mars 2012).
Si vous disposez d'ouvrages ou d'articles de référence ou si vous connaissez des sites web de qualité traitant du thème abordé ici, merci de compléter l'article en donnant les références utiles à sa vérifiabilité et en les liant à la section « Notes et références ».
Singles de Wink
Sakihokore Itoshisa yo
(1993) Twinkle Twinkle
(1994)
Itsumademo Suki de Itakute (いつまでも好きでいたくて) est le 20e single de Wink.

## Présentation
Le single sort le 23 février 1994 au Japon sous le label Polystar, trois mois seulement après le précédent album du groupe, Brunch. Il atteint la 19e place du classement de l'Oricon, et reste classé pendant cinq semaines, se vendant à 79 000 exemplaires durant cette période, soit le quart des ventes de son précédent single, Sakihokore Itoshisa yo. C'est son premier single à ne sortir qu'au format CD, et à contenir les versions instrumentales des deux chansons présentes.
La chanson-titre, écrite par Yasushi Akimoto, a été utilisée comme thème musical pour une publicité pour la marque Shimadaya Teppanmen. Elle figurera sur l'album Overture! qui sort cinq mois plus tard, et sur les compilations Diary (sortie trois mois avant l'album), Reminiscence de 1995, et Wink Memories 1988-1996 de 1996.
La chanson en "face B", Ai wo Ubatte Kokoro Shibatte, a quant à elle été utilisée comme thème musical pour une publicité pour la marque NTT Kyushu, et figurera sur la compilation de "faces B" Back to Front de 1995.

## Liste des titres
| 1. | Itsumademo Suki de Itakute (いつまでも好きでいたくて)                     | Yasushi Akimoto / Kazuhiko Kato |  |
| 2. | Ai wo Ubatte Kokoro Shibatte (愛を奪って 心縛って)                        | Yumi Yoshimoto / Daisuke Inoue  |  |
| 3. | Itsumademo Suki de Itakute (Original Karaoke) (...オリジナル・カラオケ)   | instrumental / Kazuhiko Kato    |  |
| 4. | Ai wo Ubatte Kokoro Shibatte (Original Karaoke) (...オリジナル・カラオケ) | instrumental / Daisuke Inoue    |  |